# Équipe d'Algérie de football en 2002
L'équipe d'Algérie de football participe lors de cette année à la Coupe d'Afrique des nations 2002 au Mali et aux Qualifications pour la Coupe d'Afrique des nations 2004. L'équipe d'Algérie est entraînée par Rabah Madjer et Tedj Bensaoula.

## Déroulement de la saison

### Classement FIFA 2002
Le tableau ci-dessous présente les coefficients mensuels de l'équipe d'Algérie publiés par la FIFA durant l'année 2002.
| Mois | janv. | fév. | Mars | Avril | Mai | Juin | Juillet | Août | sept. | oct. | nov. | déc. |
| Rang | 74    | 76   | 77   | 78    | 79  | 79   | 79      | 82   | 74    | 69   | 65   | 68   |

### Classement de la CAF
Le tableau ci-dessous présente les coefficients mensuels de l'équipe d'Algérie dans la CAF publiés par la FIFA durant l'année 2002.
| Mois | janv. | fév. | Mars | Avril | Mai | Juin | Juillet | Août | sept. | oct. | nov. | déc. |
| Rang | 15    | 16   | 16   | 17    | 16  | 16   | 17      | 17   | 14    | 14   | 13   | 13   |

## Les matchs
| Date              | Stade, Ville, Pays                                | Adversaire | Score          | Comp | Buteurs algériens                              |
| 14 janvier 2002   | Stade du 5 Juillet 1962 Alger, Algérie            | Bénin      | 4 - 0          | A    | Tasfaout 22e 30e, Akrour 87e, Dziri 90e (pen.) |
| 21 janvier 2002   | Stade du 26 Mars Bamako, Mali                     | Nigeria    | 1 - 0          | CAN  |                                                |
| 25 janvier 2002   | Stade du 26 Mars Bamako, Mali                     | Liberia    | 2 - 2          | CAN  | Akrour 45+1e, Kraouche 90+1e                   |
| 28 janvier 2002   | Stade du 26 Mars Bamako, Mali                     | Mali       | 2 - 0          | CAN  |                                                |
| 1er mars 2002     | Stade Mohammed-V Casablanca, Maroc                | Maroc      | 0 - 0 4 - 5tab | A    |                                                |
| 3 mars 2002       | Stade Mohammed-V Casablanca, Maroc                | Iran       | 0 - 0 8 - 9tab | A    |                                                |
| 14 mai 2002       | Stade Roi Baudouin Bruxelles, Belgique            | Belgique   | 0 - 0          | A    |                                                |
| 20 août 2002      | Stade Mustapha Tchaker Blida, Algérie             | RD Congo   | 1 - 1          | A    | Haddou 61e (pen.)                              |
| 7 septembre 2002  | Independence Stadium (Windhoek) Windhoek, Namibie | Namibie    | 0 - 1          | QCAN | Benjamin 5e (csc)                              |
| 24 septembre 2002 | Stade du 19-Mai-1956 Annaba, Algérie              | Ouganda    | 1 - 1          | A    | Amaouche 46e                                   |
| 11 octobre 2002   | Stade du 19-Mai-1956 Annaba, Algérie              | Tchad      | 4 - 1          | QCAN | Akrour 26e 72e (pen.), Belmadi 54e 69e         |

## Coupe d'Afrique des nations de football 2002
La Coupe d'Afrique des nations de football 2002 démarre le 19 janvier 2002 au Mali.

### 1ertour

#### Groupe A
| 21 January 2002 | Algérie | 0 – 1 | Nigeria      | Stade du 26 Mars, Bamako                           |                                                    |
| 16:00           |         |       | 43e Aghahowa | Spectateurs : 10 000 Arbitrage : Felix Tangawarima | Spectateurs : 10 000 Arbitrage : Felix Tangawarima |

| 25 janvier 2002 | Liberia                | 2 – 2 | Algérie                     | Stade du 26 Mars, Bamako                             |                                                      |
| 19:30           | Daye 7e · K. Sebwe 72e |       | 45e Akrour · 90+1e Kraouche | Spectateurs : 4 000 Arbitrage : Raphaël Evehe Divine | Spectateurs : 4 000 Arbitrage : Raphaël Evehe Divine |

| 28 janvier 2002 | Mali                     | 2 – 0 | Algérie | Stade du 26 Mars, Bamako                       |                                                |
| 18:00           | Bagayoko 18e · Touré 24e |       |         | Spectateurs : 50 000 Arbitrage : Lim Kee Chong | Spectateurs : 50 000 Arbitrage : Lim Kee Chong |

| Place | Club    | Pts | J | V | N | D | Buts + | Buts - | Diff. |
| 1er   | Nigeria | 7   | 3 | 2 | 1 | 0 | 2      | 0      | +2    |
| 2e    | Mali    | 5   | 3 | 1 | 2 | 0 | 3      | 1      | +2    |
| 3e    | Liberia | 2   | 3 | 0 | 2 | 1 | 3      | 4      | -1    |
| 4e    | Algérie | 1   | 3 | 0 | 1 | 2 | 2      | 5      | -3    |

Légende: A : Match amical  / CAN : Coupe d'Afrique des nations de football 2002 / QCAN : Qualifications à la Coupe d'Afrique des nations de football 2004

### Bilan
| Rang | Équipe  | Pts | J | G | N | P | Bp | Bc | Diff |
| ---- | ------- | --- | - | - | - | - | -- | -- | ---- |
| #    | Algérie | 13  | 9 | 3 | 4 | 2 | 13 | 8  | +5   |

## Match disputé
| Entraîneur :   |
| Robert Waseige |

| Entraîneur : |
| Rabah Madjer |

| Entraîneur :   |
| Robert Waseige |

| Entraîneur : |
| Rabah Madjer |

## Effectif
| N° | Pos | Nom                 | Date de naissance | Sélections | Buts | Club              |
| -- | --- | ------------------- | ----------------- | ---------- | ---- | ----------------- |
| 1  | GB  | Lounès Gaouaoui     | 28 septembre 1977 | 0          | 0    | JS Kabylie        |
| 12 | GB  | Mohammad Samadi     | 7 juillet 1976    | 0          | 0    | USM Blida         |
| 22 | GB  | Merouane Abdouni    | 27 mars 1981      | 0          | 0    | USM El Harrach    |
|    |     |                     |                   |            |      |                   |
| 13 | DF  | Brahim Zafour       | 30 novembre 1977  | 0          | 0    | JS Kabylie        |
| 17 | DF  | Slimane Rahou       | 20 octobre 1975   | 0          | 0    | JS Kabylie        |
| 19 | DF  | Smail Diss          | 2 décembre 1976   | 0          | 0    | USM Blida         |
| 21 | DF  | Mohamed Bradja      | 16 novembre 1969  | 0          | 0    | ESTAC Troyes      |
| 3  | DF  | Moulay Haddou       | 14 juin 1975      | 0          | 0    | MC Oran           |
| 20 | DF  | Mahieddine Meftah   | 25 septembre 1968 | 0          | 0    | USM Alger         |
| 2  | DF  | Yacine Slatni       | 3 novembre 1973   | 0          | 0    | MC Alger          |
| 5  | DF  | Mounir Zeghdoud     | 18 novembre 1970  | 0          | 0    | USM Alger         |
|    |     |                     |                   |            |      |                   |
| 4  | ML  | Nasredine Kraouche  | 27 août 1979      | 0          | 0    | KAA La Gantoise   |
| 8  | ML  | Billel Dziri        | 21 janvier 1972   | 0          | 0    | USM Alger         |
| 6  | ML  | Yazid Mansouri      | 25 février 1978   |            |      | Le Havre AC       |
| 7  | ML  | Omar Belbey         | 7 octobre 1973    | 0          | 0    | Montpellier HSC   |
| 16 | ML  | Lounès Bendahmane   | 3 avril 1977      | 0          | 0    | JS Kabylie        |
| 10 | ML  | Abdelhafid Tasfaout | 11 février 1969   | 0          | 0    | En Avant Guingamp |
|    |     |                     |                   |            |      |                   |
| 9  | AT  | Farid Ghazi         | 16 mars 1974      | 0          | 0    | Baniyas SC        |
| 18 | AT  | Rafik Saïfi         | 7 février 1975    | 0          | 0    | ESTAC Troyes      |
| 11 | AT  | Kamel Kherkhache    | 21 mars 1973      | 0          | 0    | USM Blida         |
| 14 | AT  | Nassim Boudjakdji   | 23 octobre 1976   | 0          | 0    | CR Belouizdad     |
| 15 | AT  | Nassim Akrour       | 10 juillet 1974   | 0          | 0    | FC Istres         |